# Torre de Sant Marc

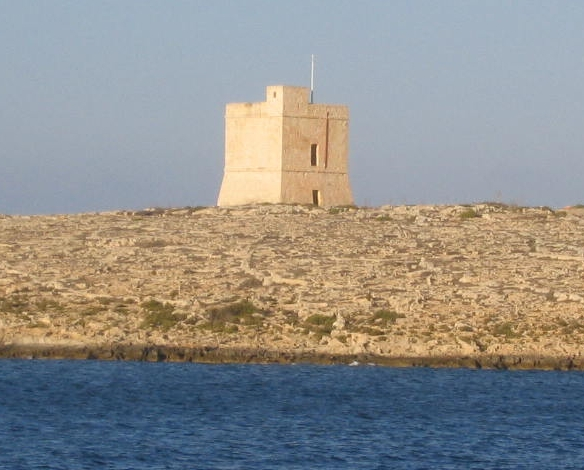
Torre de Sant Marc o Qalet Marku

La Torre de Sant Marc o Qalet Marku és una fortificació de l'illa de Malta, construïda pels cavallers de l'Orde de Sant Joan de Jerusalem. Es tracta d'un petit punt d'observació al lloc anomenat Qrejten Point. La Torre de Sant Marc té la Torre Għallis a l'oest i la Torre Madliena a l'est. En l'actualitat la torre està en un estat de conservació raonable.
Es tracta d'una de les 13 Torres de Redín que deuen el seu nom al Gran Mestre Martín de Redín, que fou qui les va manar construir.